# Varkaus vasútállomás
Varkaus vasútállomás Finnországban, Varkaus településen található.

## Vasútvonalak
Az állomást az alábbi vasútvonalak érintik:
- Pieksämäki–Joensuu-vasútvonal
- Varkaus–Kommila railway

## Kapcsolódó állomások
A vasútállomáshoz az alábbi állomások vannak a legközelebb: